# Pierre-Henri de Valenciennes

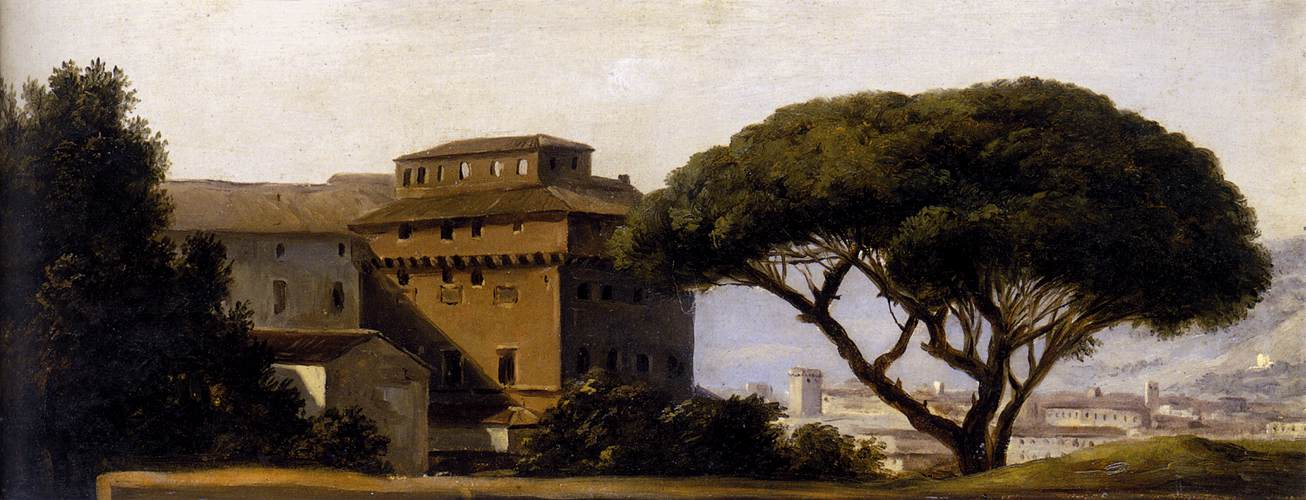
Il Convento dell'Ara Coeli

Pierre-Henri de Valenciennes (Tolosa, 6 dicembre 1750 – Parigi, 16 febbraio 1819) è stato un pittore francese paesaggista.

## Biografia
Henri de Valenciennes studiò pittura presso l'Accademia reale di Tolosa nel 1770 e nel 1771, sotto la guida di Gabriel-François Doyen. Si era recato in Italia una prima volta nel 1769, ma vi tornò nel 1777 e vi si trattenne sino al 1785. L'anno seguente fece rientro in patria, a Parigi, dove trascorse la maggior parte della sua vita. Fu ammesso all'Accademia di Pittura nel 1787.
Aprì un suo atelier, nel quale, fra il 1795 e il 1800, formò diversi allievi, fra i quali Jean-Victor Bertin e Achille Etna Michallon, essi stessi, a loro volta, futuri maestri di Corot, e inoltre Louis Étienne Watelet, Louis-François Lejeune, nonché il primo pittore francese di paesaggi panoramici: Pierre Prévost, che utilizzò i numerosi studi all'aperto di Valenciennes come base per i suoi insegnamenti.
Nel 1805 ottenne una prima medaglia d'oro al Salon, dove espose per due periodi, dal 1805 al 1810 e dal 1814 al 1819. Nel 1818 fu anche decorato con la Legion d'Onore, ma nel febbraio dell'anno seguente morì. Aveva 69 anni.

## L'artista e il teorico
Henri de Valenciennes è considerato uno dei precursori del paesaggismo moderno: in questo genere di pittura non fu soltanto un artista di grande talento, ma anche un sottile teorico e annotò le sue idee in un testo intitolato «Elementi di prospettiva pratica ad uso degli artisti, seguiti da riflessioni e consigli per un allievo sulla pittura, e in particolare sulla pittura del paesaggio». L'opera fu pubblicata nel 1799.
Qualche decennio dopo la sua scomparsa, Valenciennes fu dimenticato, pur esercitando ancora una profonda influenza sulle generazioni seguenti, principalmente per quanto concerneva la pittura dei paesaggi naturali che, da genere considerato "minore" nel XVIII secolo, alla fine del XIX divenne il tema di profonde e radicali esperienze estetiche.
In Italia Valenciennes eseguì studi all'aperto che testimoniano una sensibilità del tutto nuova nei confronti della natura. Se egli insistette sull'importanza del lavoro sul disegno del paesaggio, il suo principale interesse restò legato al paesaggio storico, che egli si sforzò sempre di esaltare e di porre in primo piano. I suoi sforzi furono coronati dal successo nel 1816, con l'istituzione di un "Premio per il paesaggio storico" da parte della Scuola reale di Belle arti. Questo premio, peraltro, fu soppresso nel 1863.

Valenciennes esercitò la sua influenza sia come teorico che come insegnante. In Italia aveva studiato a fondo le leggi della prospettiva e pertanto tenne dei corsi di prospettiva all' École polytechnique e, dal 1812, anche all' École impériale des Beaux-arts.

## Citazione
«... è buona cosa dipingere lo stesso soggetto in diverse ore del giorno, per osservare la differenza delle forme prodotta dalla luce ... i cambiamenti sono così sostanziali che non si riesce più a distinguere gli oggetti ...» P.H. de Valenciennes. Op. cit.

## Mostre alSalon
- 1800 - esordio
- 1805 - Medaglia d'Oro
- 1810
- 1814
- 1819

## Galleria d'immagini

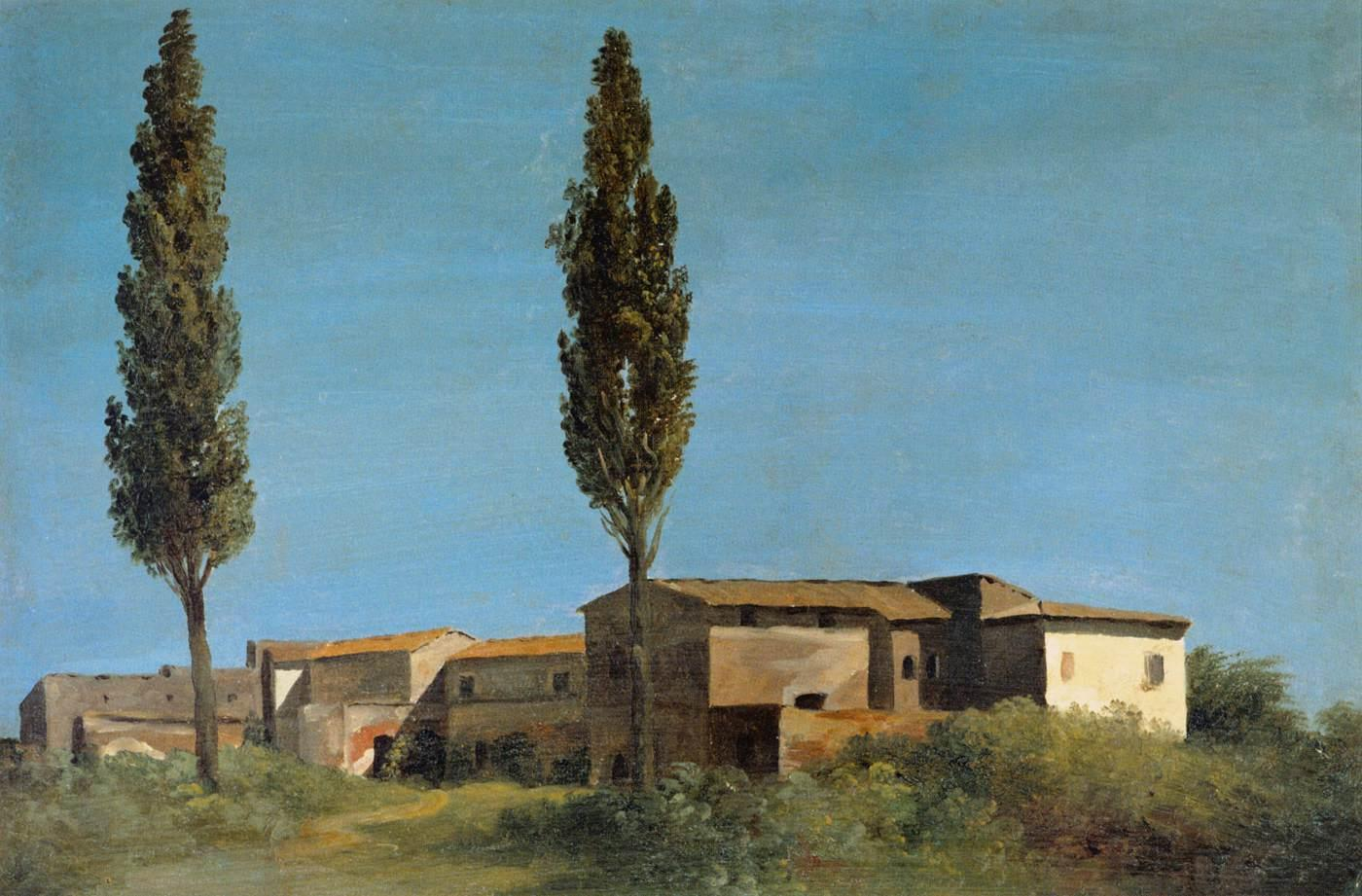
La fattoria di Villa Farnese
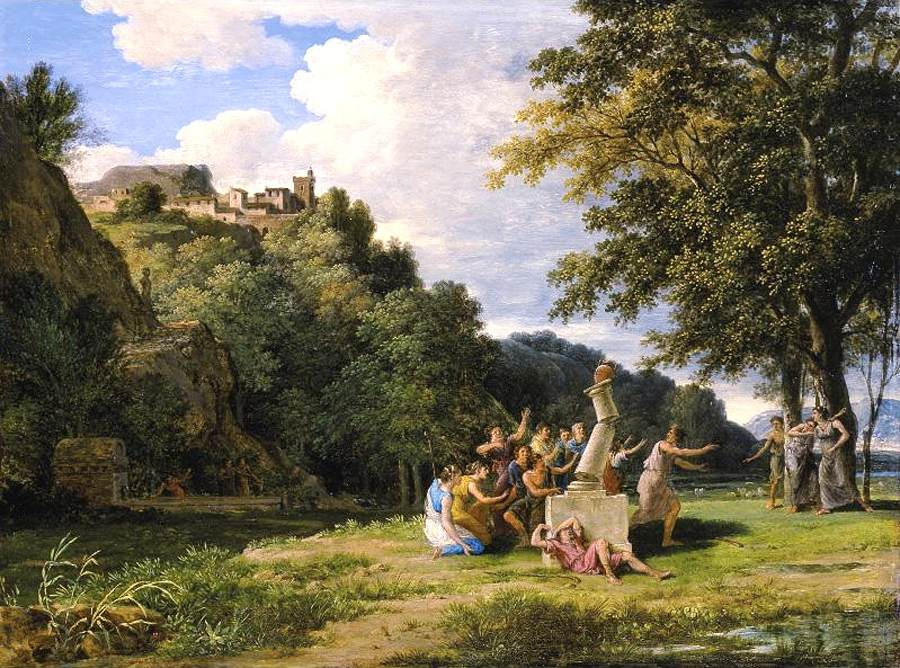
Paesaggio arcadico
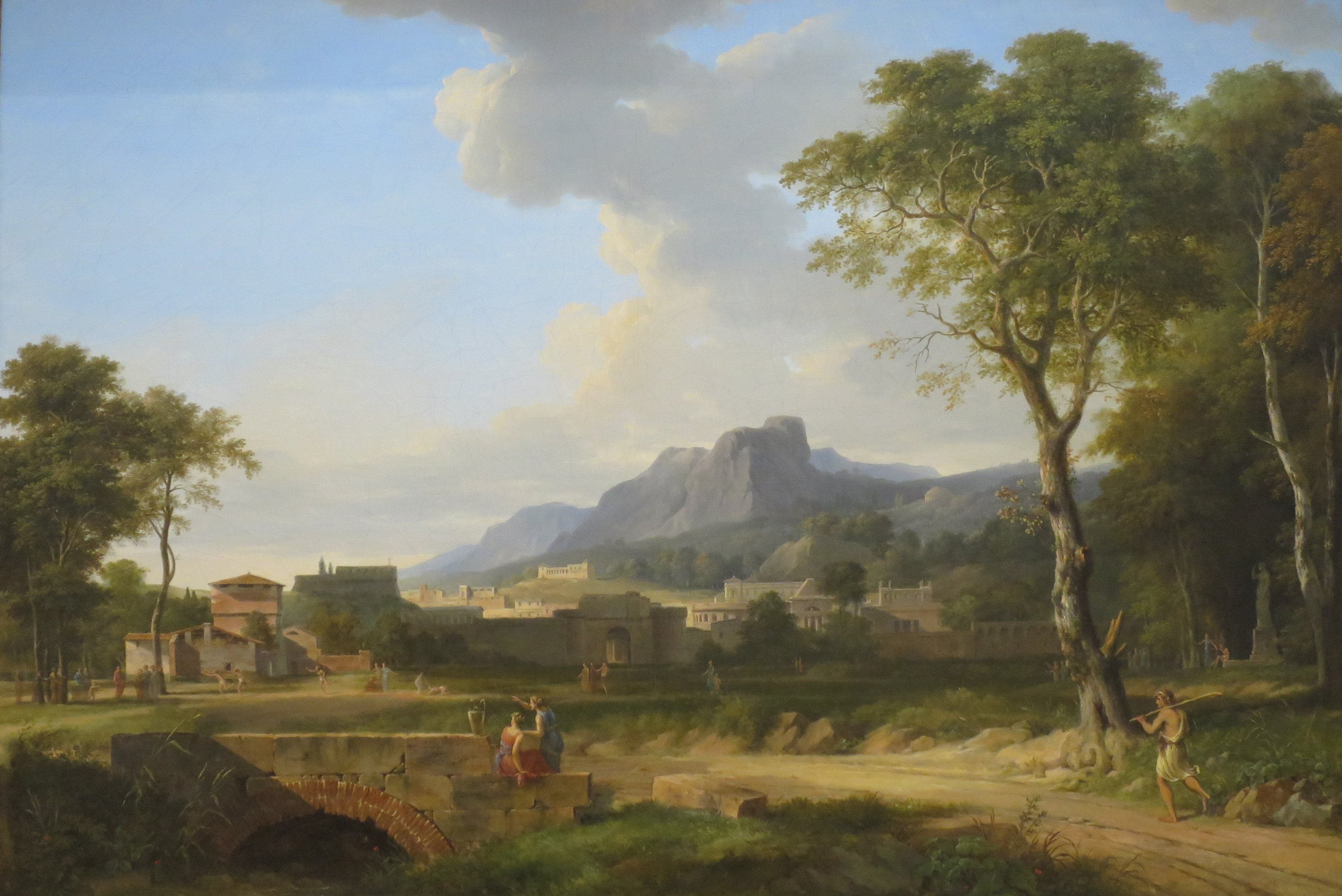
Capriccio su Roma
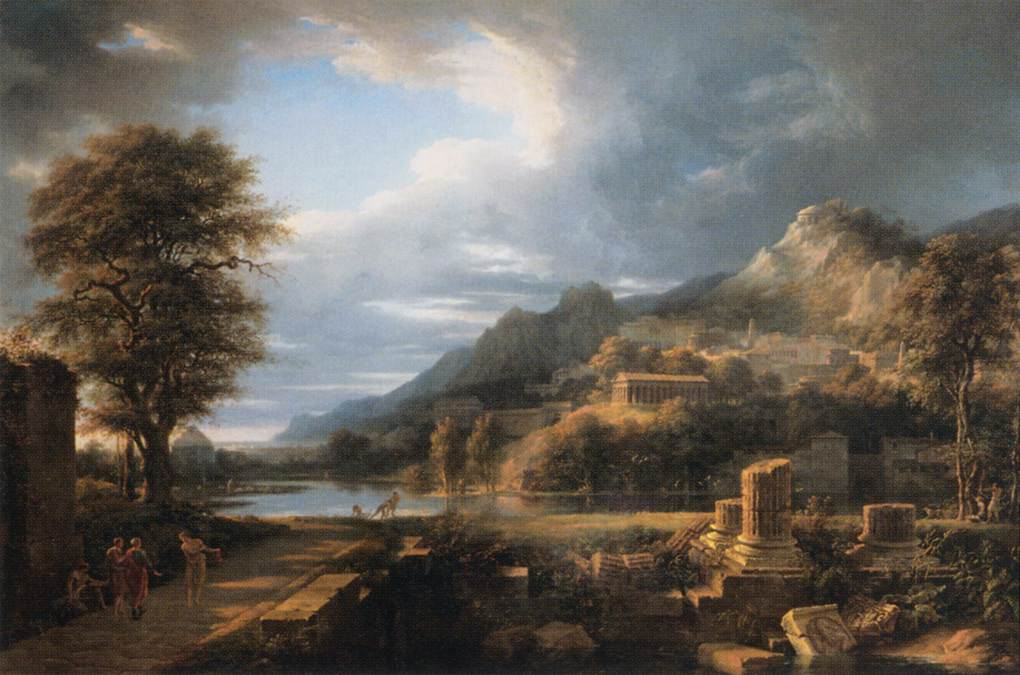
La vecchia città di Agrigento
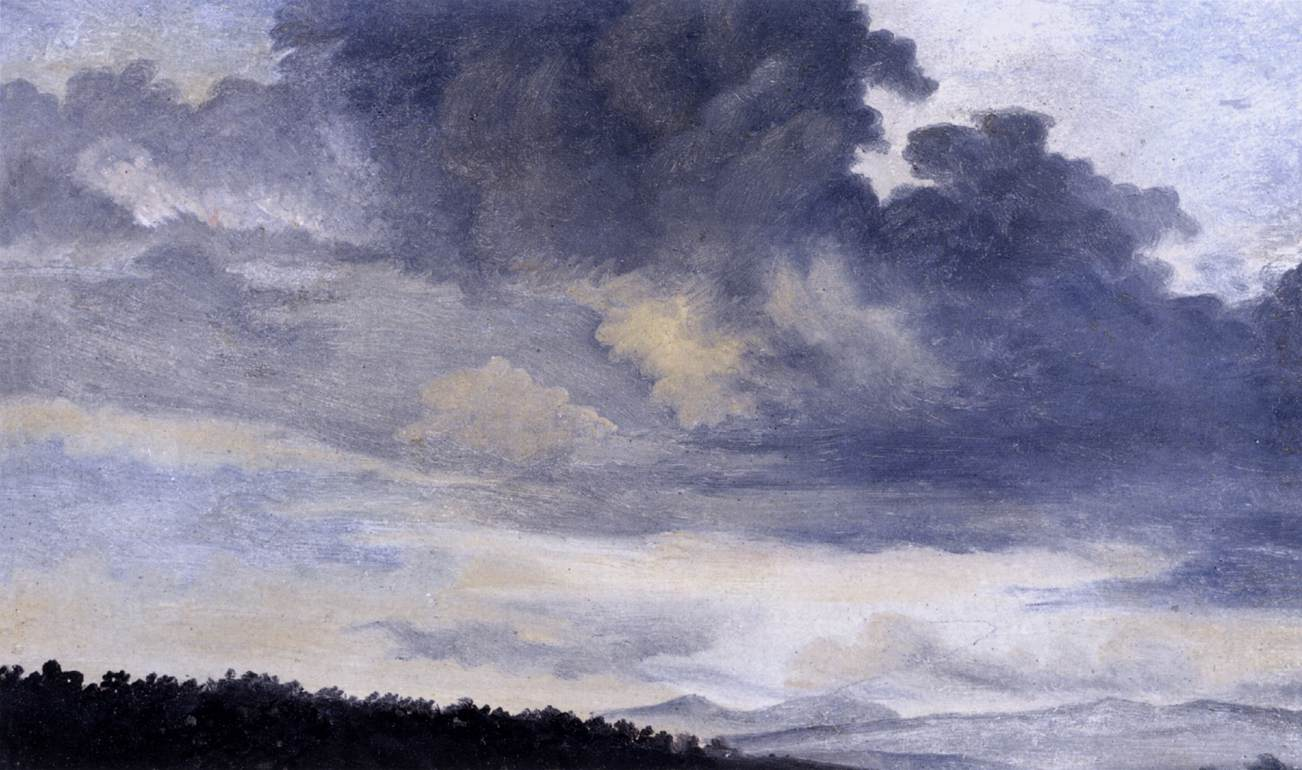
Studio di nuvole
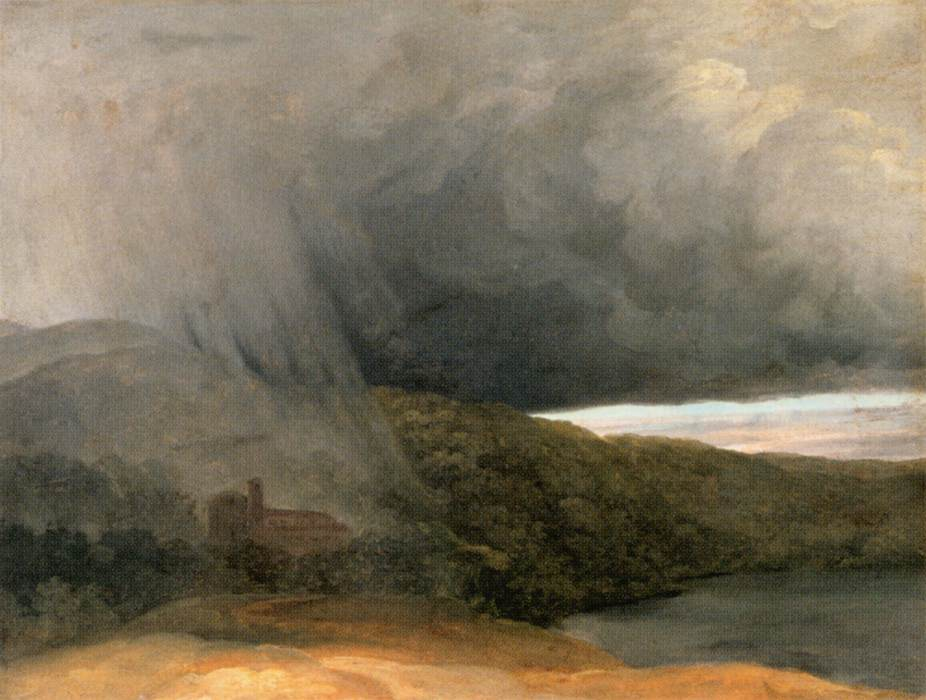
Temporale sul lago
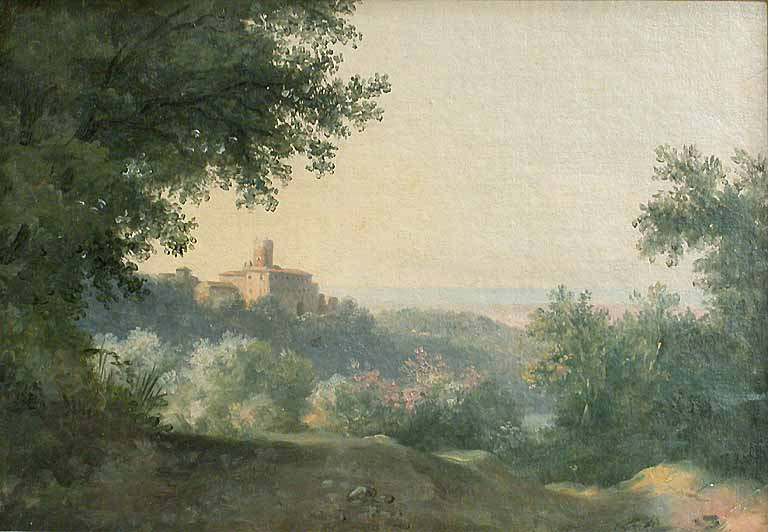
Il palazzo di Nemi

## Collegamenti esterni

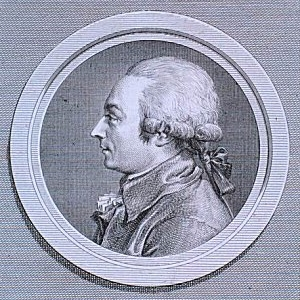
Pierre-Henri de Valenciennes